# شهرستان لیخوسلاولسکی
شهرستان لیخوسلاولسکی (به لاتین: Likhoslavlsky District) یک شهرستان در روسیه است که در استان تور واقع شده‌است.